# Грушова (Молдова)
Грушова (рум. Hrușova) — село у Кріуленському районі Молдови. Адміністративний центр однойменної комуни, до складу якої також входять села Кетроаса та Чоплень.

## Населення
За даними перепису населення 2004 року у селі проживали 1064 особи.
Національний склад населення села:
| Національність   | Кількість осіб | Відсоток   |
| ---------------- | -------------- | ---------- |
| молдавани румуни | 1011 31        | 95,0% 2,9% |
| українці         | 14             | 1,3%       |
| росіяни          | 8              | 0,8%       |
| Всього           | 1064           | 100%       |